# Michael Todd

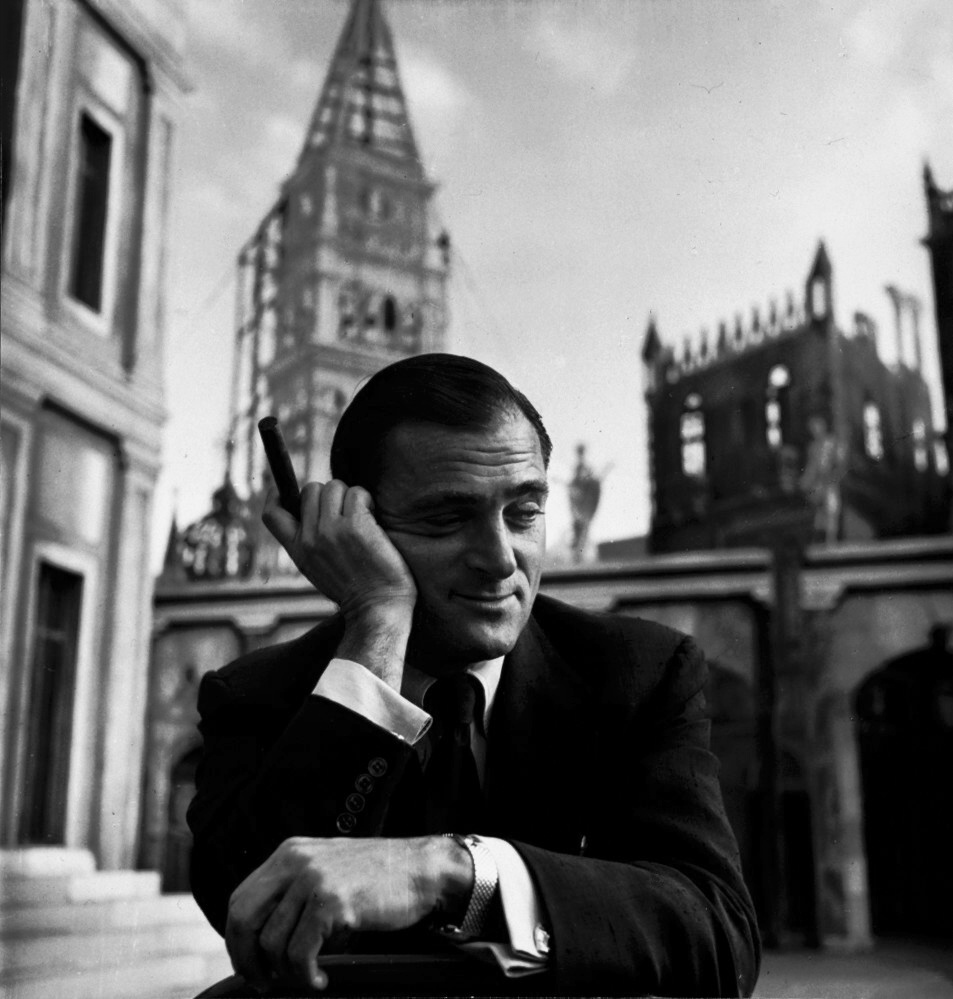
Mike Todd in 1955

Michael 'Mike' Todd, echte naam Avrom Hirsch Goldbogen (Minneapolis, 22 juni 1907 - New Mexico, 22 maart 1958), was een Amerikaans filmproducent.
Todd was een zoon van joods-Poolse emigranten. Zijn vader was rabbijn. Hij produceerde een filmversie van Jules Vernes De Reis om de Wereld in 80 dagen uit 1956, die genomineerd werd voor acht Oscars waarvan het er vijf daadwerkelijk won.
Todd trouwde in februari 1957 met filmactrice Elizabeth Taylor, zijn derde echtgenote. Hij kwam om het leven bij een ongeluk met zijn eigen vliegtuig in New Mexico, vanuit Burbank op weg naar Tulsa en uiteindelijk New York.